# 존 클리퍼턴
존 클리퍼턴(John Clipperton, c. 1676 – 1722년 6월)은 18세기에 스페인에 맞서 싸운 잉글랜드의 사략선 선장이었다. 그는 남태평양에서 두 번의 부카니에 원정에 참여했는데, 첫 번째는 1703년 윌리엄 댐피어가 이끌었고, 두 번째는 1719년 그 자신이 지휘했다. 그는 동태평양의 클리퍼턴섬을 습격의 기지로 사용했다.

## 초기 생애 및 성격
존 클리퍼턴은 1676년경 노퍽주, 그레이트야머너스에서 선원 가문에서 태어났다. 젊은 시절 그는 유럽의 모든 바다를 항해했으며, 서인도 제도로 한 번, 세계 일주를 한 번 했다. 그는 유능한 조종사이자 선원이었지만, 동시에 단점도 많은 사람이었다. 그는 무뚝뚝하고 솔직한 선원이었다. 결코 신사는 아니었지만, 때로는 신사처럼 보이려고 노력했다. 그는 갑작스러운 분노에 휩싸이기도 했지만, 금방 진정되었다. 그리고 화김에 저지른 모든 불의를 바로잡을 준비가 되어 있었다—적어도 가능한 경우에는 말이다.

## 댐피어와 함께한 사략 항해

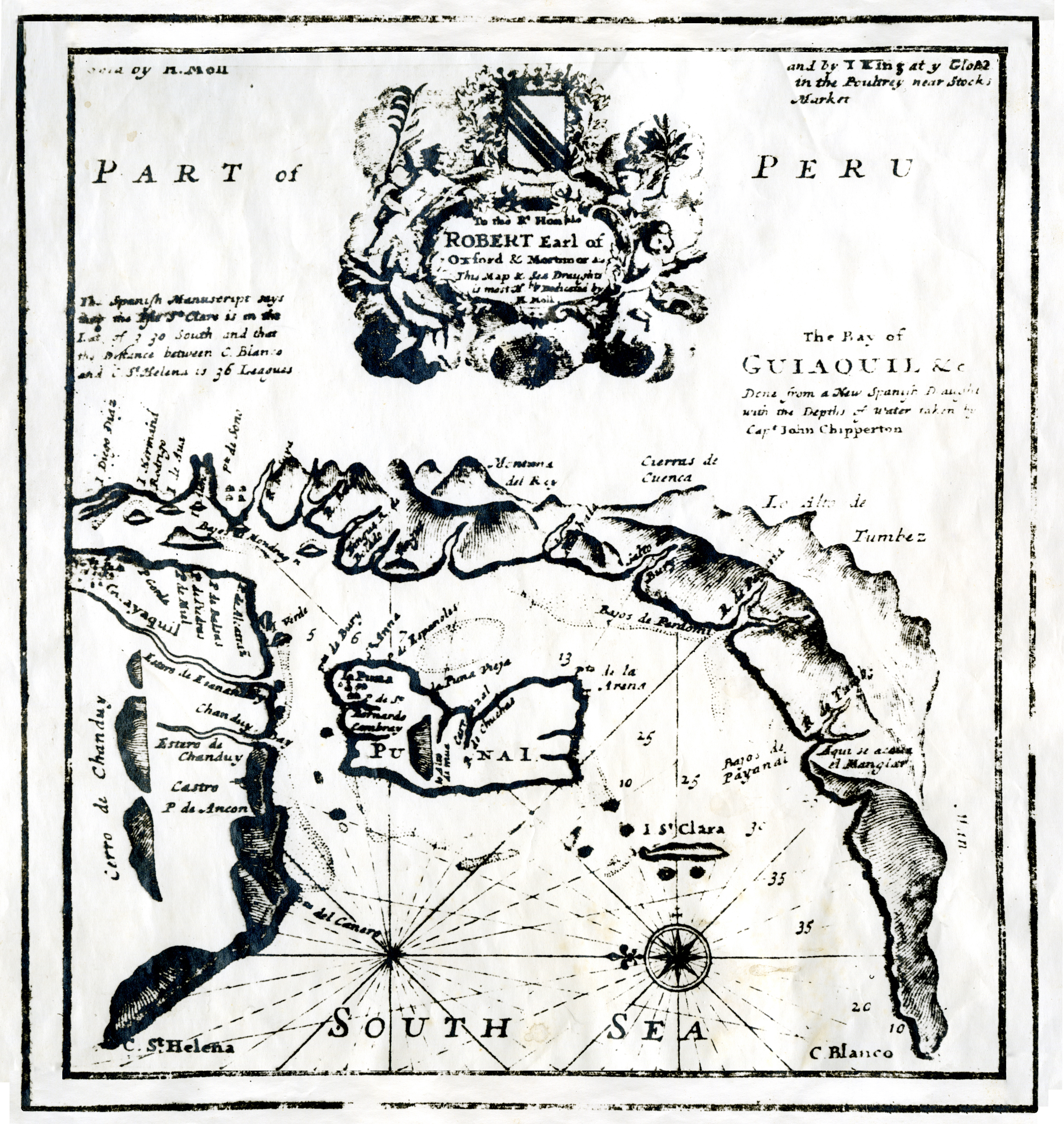
클리퍼턴이 본 과야킬 만의 스페인령 서인도 제도, 스페인령 서인도 제도

1703년 그는 스페인 왕위 계승 전쟁 중 윌리엄 댐피어 선장의 원정대에 합류하여 항해했다. 댐피어는 클리퍼턴을 그들이 나포한 스페인 선박 중 한 척의 선장으로 임명했다. 클리퍼턴의 첫 항해는 순조롭지 않았다. 그는 댐피어에 대항하여 반란을 주도했고, 나중에 스페인군에 붙잡혔다. 이후 파나마 총독이 된 빌라로차 후작 호세 안토니오 데 라 로차 이 카란사는 그를 매우 무관심하게 대했다. 클리퍼턴은 4년의 포로 생활 끝에 1712년 고향으로 돌아왔다.
그러나 바로 이 항해 중에 그가 은신처로 사용하게 될 클리퍼턴섬을 발견했다고 전해진다. 그는 나중에 다른 사략 조합의 일원으로 서세스호의 선장이 되었으며, 이 배는 그의 명목상 지휘 하에 스피드웰호의 조지 셸복 선장도 함께했다. 아메리카 서해안에서 스페인 목표물을 공격하는 활동에서 그는 클리퍼턴섬을 공격의 거점으로 삼고 약탈품과 보급품을 저장하며, 클리퍼턴 바위를 요새화하고 동굴 네트워크를 확장했다.
1714년, 클리퍼턴은 바하칼리포르니아반도 기슭의 카보산루카스에서 선원들이 휴식 중이던 마닐라 갈레온선을 공격했다. 이 사건은 스페인 왕 펠리페 5세가 산디에고, 캘리포니아 정착을 요구하는 계기가 되었는데, 이는 아마도 누에바에스파냐의 서해안을 방어하기 위한 기지로 삼기 위함이었을 것이다.

## 이후의 사략 원정
클리퍼턴의 1719년 두 번째 태평양 항해에 대해서는 훨씬 더 많은 것이 알려져 있다. 그때까지 그는 유능하고 근면한 선장이 되었지만, 여전히 성급한 성질을 제어하지 못했다. 1718년, 런던 상인 그룹인 "젠틀맨 벤처러스"는 사국 동맹 전쟁 발발을 예상하고 사략 원정대에 자금을 지원했으며, 위임장을 받아 남해에서 스페인을 상대로 순항할 수 있게 했다. 클리퍼턴은 서세스호를 타고 조지 셸복이 선장으로 있는 스피드웰호와 함께 항해했다. 클리퍼턴은 1719년 2월 두 배가 플리머스를 떠나기 전에 셸복을 대신하여 원정대의 총사령관이 되었다.
배들은 직후 비스케이만의 폭풍우 속에서 서로 연락이 끊겼고 거의 2년 뒤 태평양에서 다시 만났다. 혼곶 주변 항해 중, 클리퍼턴은 폭풍우로 서세스호와 헤어진 스피드웰호가 따라잡기를 바라며 섬들에서 시간을 지체했다. 서세스호가 그 지역을 떠날 때, 클리퍼턴은 후안페르난데스에 두 명의 선원을 벌로 버려두었는데, 이곳은 수년 전 알렉산더 셀커크(부분적으로 로빈슨 크루소 이야기의 영감이 되었을 수 있는 인물)가 버려졌던 곳이었다.
클리퍼턴은 남아메리카를 완전히 돌며, 소위 "남해"라고 불리는 페루 해안 지역에서 스페인 선박을 습격했다. 그곳에서 그는 블라스 데 레소가 그 지역에서 처음으로 안전 작전을 수행하는 동안 스페인 제독 블라스 데 레소에게 추격을 당했다. 사략선 선장은 블라스 데 레소에게서 도망쳐 결국 아시아 해안으로 달아났고, 그곳에서 죽은 것으로 간주되었다. 그는 오랜 적수인 빌라로차 후작을 붙잡았는데, 그를 매우 존경심을 담아 대했다. 나중에 그의 여정은 멕시코로 이어졌다.
1721년 5월 10일, 클리퍼턴은 멕시코에서 53일간 항해한 끝에 마리아나 제도에 도착했는데, 선원 6명을 잃었고 나머지는 약해진 상태였다. 그는 괌에서 보급품을 찾기로 결정하고 메리조 해안에 정박했다. 클리퍼턴과 마리아나 제도의 스페인 총독 루이스 안토니오 산체스 데 타글레는 보급품 거래에 동의했다. 클리퍼턴이 여전히 배에 타고 있던 빌라로차 후작을 총독에게 몸값으로 요구하면서 상황이 악화되었다. 후작과 서세스호 선원 두 명이 상륙했지만, 약속된 몸값과 선원들이 돌아오지 않자 클리퍼턴은 점점 더 화가 났다. 셸복의 일지에 따르면, 그는 요구가 충족되지 않으면 "해안의 모든 집을 철거하고, 항구의 배를 불태우고, 필리핀 제도에서 할 수 있는 모든 해를 가할 것"이라고 위협하는 메시지를 해안으로 보냈다. 5월 28일, 스페인군은 서세스호가 화약과 탄약을 계속 거래하지 않으면 보급품 거래를 거부했다. 이에 클리퍼턴은 해안에 가까이 다가가 발포를 시작하라고 명령했다. 그러나 서세스호는 좌초되어 스페인 대포 공격의 쉬운 표적이 되었고, 일등 항해사가 사망했다. 셸복은 "클리퍼턴은 술에 완전히 취해 명령을 내릴 수 없었다. 다른 장교가 지휘를 맡아 3일간의 거짓 시작 끝에 스페인군의 지속적인 공격 속에서도 배를 띄웠다."라고 기록했다. 클리퍼턴은 1721년 5월 31일 마침내 괌을 떠나는 데 성공했다. 스페인 인도 평의회는 이미 마닐라 갈레온 무역과 태평양에 있는 스페인 영토를 위협하는 경쟁 해군에 대해 우려하고 있었으며, 이 사건은 스페인이 괌에서 자국 선박을 더 잘 보호해야 한다고 마침내 확신하게 만든 것으로 보인다. 1734년, 아프라 항구에 새로운 정박지가 개설되었고 접근을 보호하는 두 개의 대포 포대가 건설되었다.
클리퍼턴은 이후 마카오로 가서 건강이 악화될 때까지 머물렀다. 그런 다음 네덜란드령 동인도의 바타비아(현재 자카르타)로 항해하여 1722년 6월 아일랜드 골웨이의 가족에게 마침내 돌아왔다. 그는 귀국 후 일주일 만에 사망했다.